# Grand Prix Malajsie 2015
Grand Prix Malajsie 2015 (oficiálně 2015 Formula 1 Petronas Malaysia Grand Prix) se jela na okruhu Sepang nedaleko hlavního města Kuala Lumpur v Malajsii dne 29. března 2015. Závod byl druhým v pořadí v sezóně 2015 šampionátu Formule 1.

## Kvalifikace
| Poř.                       | No. | Jezdec           | Konstruktér             | Časy v kvalifikaci | Časy v kvalifikaci | Časy v kvalifikaci | Pořadí na startu |
| Poř.                       | No. | Jezdec           | Konstruktér             | Q1                 | Q2                 | Q3                 | Pořadí na startu |
| -------------------------- | --- | ---------------- | ----------------------- | ------------------ | ------------------ | ------------------ | ---------------- |
| 1                          | 44  | Lewis Hamilton   | Mercedes                | 1:39.269           | 1:41.517           | 1:49.834           | 1                |
| 2                          | 5   | Sebastian Vettel | Ferrari                 | 1:39.814           | 1:39.632           | 1:49.908           | 2                |
| 3                          | 6   | Nico Rosberg     | Mercedes                | 1:39.374           | 1:39.377           | 1:50.299           | 3                |
| 4                          | 3   | Daniel Ricciardo | Red Bull Racing-Renault | 1:40.504           | 1:41.085           | 1:51.541           | 4                |
| 5                          | 26  | Daniil Kvjat     | Red Bull Racing-Renault | 1:40.546           | 1:41.665           | 1:51.951           | 5                |
| 6                          | 33  | Max Verstappen   | Toro Rosso-Renault      | 1:40.793           | 1:41.430           | 1:51.981           | 6                |
| 7                          | 19  | Felipe Massa     | Williams-Mercedes       | 1:40.543           | 1:41.230           | 1:52.473           | 7                |
| 8                          | 8   | Romain Grosjean  | Lotus-Mercedes          | 1:40.303           | 1:41.209           | 1:52.981           | 10               |
| 9                          | 77  | Valtteri Bottas  | Williams-Mercedes       | 1:40.249           | 1:40.650           | 1:53.179           | 8                |
| 10                         | 9   | Marcus Ericsson  | Sauber-Ferrari          | 1:40.340           | 1:41.748           | 1:53.261           | 9                |
| 11                         | 7   | Kimi Räikkönen   | Ferrari                 | 1:40.415           | 1:42.173           |                    | 11               |
| 12                         | 13  | Pastor Maldonado | Lotus-Mercedes          | 1:40.361           | 1:42.198           |                    | 12               |
| 13                         | 27  | Nico Hülkenberg  | Force India-Mercedes    | 1:40.830           | 1:43.023           |                    | 13               |
| 14                         | 11  | Sergio Pérez     | Force India-Mercedes    | 1:41.036           | 1:43.469           |                    | 14               |
| 15                         | 55  | Carlos Sainz Jr. | Toro Rosso-Renault      | 1:39.814           | 1:43.701           |                    | 15               |
| 16                         | 12  | Felipe Nasr      | Sauber-Ferrari          | 1:41.308           |                    |                    | 16               |
| 17                         | 22  | Jenson Button    | McLaren-Honda           | 1:41.636           |                    |                    | 17               |
| 18                         | 14  | Fernando Alonso  | McLaren-Honda           | 1:41.746           |                    |                    | 18               |
| 107% času vítěze: 1:46.217 |     |                  |                         |                    |                    |                    |                  |
| —                          | 98  | Roberto Merhi    | MRT-Ferrari             | 1:46.677           |                    |                    | 19               |
| —                          | 28  | Will Stevens     | MRT-Ferrari             | Bez času           |                    |                    | 20               |
| Zdroj:                     |     |                  |                         |                    |                    |                    |                  |

Poznámky
1. ↑  Romain Grosjean obdržel trest posunu o 2 místa vzad za přejetí čáry při vyjíždění z boxové uličky.
2. 1 2  Roberto Merhi a Will Stevens nezaznamenali čas, kterým by se kvalifikovali ve 107 % času vítěze. Start jim byl povolen sportovními komisaři.

## Závod
| Poř.   | No. | Jezdec           | Konstruktér             | Počet kol | Čas/Odstoupení   | Pořadí na startu | Body |
| ------ | --- | ---------------- | ----------------------- | --------- | ---------------- | ---------------- | ---- |
| 1      | 5   | Sebastian Vettel | Ferrari                 | 56        | 1:41:05.793      | 2                | 25   |
| 2      | 44  | Lewis Hamilton   | Mercedes                | 56        | +8.569           | 1                | 18   |
| 3      | 6   | Nico Rosberg     | Mercedes                | 56        | +12.310          | 3                | 15   |
| 4      | 7   | Kimi Räikkönen   | Ferrari                 | 56        | +53.822          | 11               | 12   |
| 5      | 77  | Valtteri Bottas  | Williams-Mercedes       | 56        | +1:10.409        | 8                | 10   |
| 6      | 19  | Felipe Massa     | Williams-Mercedes       | 56        | +1:13.586        | 7                | 8    |
| 7      | 33  | Max Verstappen   | Toro Rosso-Renault      | 56        | +1:37.762        | 6                | 6    |
| 8      | 55  | Carlos Sainz Jr. | Toro Rosso-Renault      | 55        | +1 kolo          | 15               | 4    |
| 9      | 26  | Daniil Kvjat     | Red Bull Racing-Renault | 55        | +1 kolo          | 5                | 2    |
| 10     | 3   | Daniel Ricciardo | Red Bull Racing-Renault | 55        | +1 kolo          | 4                | 1    |
| 11     | 8   | Romain Grosjean  | Lotus-Mercedes          | 55        | +1 kolo          | 10               |      |
| 12     | 12  | Felipe Nasr      | Sauber-Ferrari          | 55        | +1 kolo          | 16               |      |
| 13     | 11  | Sergio Pérez     | Force India-Mercedes    | 55        | +1 kolo          | 14               |      |
| 14     | 27  | Nico Hülkenberg  | Force India-Mercedes    | 55        | +1 kolo          | 13               |      |
| 15     | 98  | Roberto Merhi    | MRT-Ferrari             | 53        | +3 kola          | 19               |      |
| Ret    | 13  | Pastor Maldonado | Lotus-Mercedes          | 46        | Brzdy            | 12               |      |
| Ret    | 22  | Jenson Button    | McLaren-Honda           | 40        | Turbo            | 17               |      |
| Ret    | 14  | Fernando Alonso  | McLaren-Honda           | 20        | Pohonná jednotka | 18               |      |
| Ret    | 9   | Marcus Ericsson  | Sauber-Ferrari          | 3         | Přetočení        | 9                |      |
| DNS    | 28  | Will Stevens     | MRT-Ferrari             | 0         | Palivový systém  | —                |      |
| Zdroj: |     |                  |                         |           |                  |                  |      |

## Průběžné pořadí po závodě
Pohár jezdců
|   | Pořadí | Jezdec           | Body |
| - | ------ | ---------------- | ---- |
|   | 1      | Lewis Hamilton   | 43   |
| 1 | 2      | Sebastian Vettel | 40   |
| 1 | 3      | Nico Rosberg     | 33   |
|   | 4      | Felipe Massa     | 20   |
| 7 | 5      | Kimi Räikkönen   | 12   |

Pohár konstruktérů
|   | Pořadí | Konstruktér        | Body |
| - | ------ | ------------------ | ---- |
|   | 1      | Mercedes           | 76   |
|   | 2      | Ferrari            | 52   |
| 1 | 3      | Williams-Mercedes  | 30   |
| 1 | 4      | Sauber-Ferrari     | 14   |
| 2 | 5      | Toro Rosso-Renault | 12   |